# Orthogonia tapaishana
Orthogonia tapaishana är en fjärilsart som beskrevs av Max Wilhelm Karl Draudt 1939. Orthogonia tapaishana ingår i släktet Orthogonia och familjen nattflyn. Inga underarter finns listade i Catalogue of Life.